# From Shopgirl to Duchess
From Shopgirl to Duchess é um filme de drama mudo britânico de 1915, dirigido por Maurice Elvey e estrelado por A. V. Bramble, Gertrude Evans e Fred Groves.

## Elenco
- A. V. Bramble - Gilbert Spate
- Gertrude Evans - Lady Delamere
- Fred Groves - Duke de St. Baynum
- M. Gray Murray - Lard Camperdown
- Pauline Peters - Garota
- Elisabeth Risdon - Sylvia Gray
- Hilda Sims - Gertrude Haynes
- Dolly Tree - Tilly
- Jack Webster